# Nora Bustamante Luciani
Nora Bustamante Luciani (24 tháng 4 năm 1924 – 9 tháng 11 năm 2012) là một bác sĩ, nhà sử học, nhà văn và trí thức người Venezuela, từng là chủ tịch của Hiệp hội Lịch sử Y học Venezuela, người phụ nữ đầu tiên giữ chức vụ này. Trong 16 năm, bà là Giám đốc Lưu trữ Lịch sử của Miraflores, một người phụ thuộc của Dinh Tổng thống, nơi lưu giữ lịch sử của các tổng thống Venezuela.

## Tuổi thơ
Nora María Bustamante Luciani sinh ngày 24 tháng 4 năm 1924 tại Maracaibo, Venezuela đến Ítala Rosa Luciani Eduardo và Francisco Eugenio Bustamante de Guruceaga.  Là con thứ hai trong sáu anh chị em, bà xuất thân từ một gia đình bác sĩ và học giả. Ông nội của bà là bác sĩ đầu tiên của Francisco Eugenio Bustamante thực hiện phẫu thuật cắt buồng trứng ở Venezuela, có vợ là María Concepción Urdaneta là anh em họ của Tướng Rafael Urdaneta.  Về phía bà ngoại, chủ tịch nữ quyền và phụ nữ đầu tiên Venezuelan National Academy of History, Lucila Luciani de Pérez Díaz là dì của bà và bác sĩ Domingo Luciani  là chú của bà.
Bustamante bắt đầu đọc từ nhỏ và đam mê văn học và lịch sử. bà hoàn thành chương trình giáo dục tiểu học của mình tại Colegio Sucre ở Maracaibo, và sau đó học xong trung học tại Học viện Marutoai. Sau đó, bà chuyển đến Caracas và ghi danh vào chương trình y tế của Đại học Trung tâm Venezuela. Trong khoảng thời gian từ tháng 9 năm 1944 đến tháng 1 năm 1946, bà làm thực tập sinh tại Bệnh viện Vargas và hoàn thành chương trình khoa học y tế vào năm 1946 với luận án tiến sĩ của mình, Condiciones Médico-Sociales Asistenciales del orthio Lagunilla, Estado Zulia, Bang Zulia).

## Sự nghiệp
Năm 1946, Bustamante bắt đầu làm bác sĩ cho Dịch vụ nhượng bộ dầu của Venezuela tại Lagunillas, thành phố Zulia. Bà là người phụ nữ đầu tiên làm nhân viên y tế ở các mỏ dầu của Venezuela và hành nghề ở đó đến năm 1948, trước khi trở lại hành nghề tư nhân ở Maracaibo. bà kết hôn với bác sĩ y khoa Jose Rafael Fortique Lovera và cặp vợ chồng có hai bà con gái: Martha và Magaly. Năm 1965, bà thành lập và trở thành giám đốc của Semana, một nhóm văn học gặp gỡ để thảo luận về các tác phẩm và thúc đẩy nghiên cứu các tác giả quốc gia. bà từ chức giám đốc Semana vào năm 1973, khi bà chuyển đến Caracas và thành lập một vòng tròn văn học thứ hai Visions, tổ chức đầu tiên thuộc loại này ở thành phố thủ đô. 
Từ năm 1979 đến năm 1995, Bustamante từng là giám đốc của Lưu trữ lịch sử của Cung điện Miraflores. Trong nhiệm kỳ của mình, bà ấy đã thực hiện nhiệm vụ lập chỉ mục Bản tin của kho lưu trữ, tạo ra các hướng dẫn đầu tiên cho các vấn đề 1 Quay100. Índice de los primeros cien números del Boletín del Archivo Histórico de Miraflores đã được xuất bản thành hai tập. Những cuốn sách này được theo sau bởi Isaías Medina Angarita (1985) và Memoria de tiempose Difíciles (Ký ức về thời kỳ khó khăn, 1990)  Các cuốn sách đề cập đến nhiệm kỳ tổng thống và chính quyền của Medina, là một chủ đề yêu thích. Bustamante đã viết hơn 70 bài viết về anh ấy trong suốt sự nghiệp của bà ấy.
Bustamante dạy khoa học thư viện tại Trường Khảo cổ học tại Đại học Trung tâm Venezuela trong mười năm. Năm 1987, bà được bầu giữ chức Chủ tịch thứ 7 trong Hiệp hội Lịch sử Y tế Venezuela (VSMH). Năm 1993, bà thành lập Câu lạc bộ Đọc sách Ilia Rivas de Pacheco, nhóm nghiên cứu văn học thứ ba của bà tại San Cristóbal. Năm sau, Bustamante nhận được sự phân biệt của Dòng "Andrés Bello", ở cấp độ đầu tiên và năm 1995, bà được trang trí với Huân chương Công đức, Hạng nhất. Cùng năm đó, bà được bầu làm chủ tịch Hiệp hội Lịch sử Y khoa Venezuela, người phụ nữ đầu tiên giữ chức vụ này, mà bà đã lãnh đạo cho đến năm 1997. Năm 2004, bà trở thành thành viên của Viện Hàn lâm Lịch sử Quốc gia Venezuela. Năm 2007, để kỷ niệm một trăm năm của Học viện Y khoa Quốc gia, Biên tập Ateproca đã xuất bản luận án tiến sĩ của bà. Cùng năm đó, Medina: Militar Civilista, gran demócrata (Medina: Military Civilian Great Dân chủ) đã được xuất bản. Bà vẫn tích cực tham gia các cuộc họp và hoạt động của VSMH cho đến năm 2011. bà viết rất nhiều về lịch sử của Venezuela và thường tham gia với tư cách là diễn giả hoặc tham luận viên trong các diễn đàn quốc gia và quốc tế về lưu trữ, lịch sử và y học.

## Qua đời
Bustamante qua đời vào ngày 9 tháng 11 năm 2012 tại Caracas, để lại dấu ấn lâu dài trong lịch sử và quá trình lưu trữ của đất nước bà.

### Trích dẫn
1. ↑  Baptismal Registry 1924.
2. 1 2 3 4 5 6 7 8 9  Plaza Rivas 2015.
3. 1 2 3 4 5 6 7 8 9 10  Hall 2017.
4. ↑  El Universal 2013.